# Елмер (Њу Џерзи)
Елмер (енгл. Elmer) град је у америчкој савезној држави Њу Џерзи.

## Демографија
По попису из 2010. године број становника је 1.395, што је 11 (0,8%) становника више него 2000. године.
| Група             | 2000.         | 2010.         |
| Белци             | 1.340 (96,8%) | 1.288 (92,3%) |
| Афроамериканци    | 9 (0,7%)      | 30 (2,2%)     |
| Азијати           | 7 (0,5%)      | 11 (0,8%)     |
| Хиспаноамериканци | 21 (1,5%)     | 44 (3,2%)     |
| Укупно            | 1.384         | 1.395         |